# Philosophie der Mathematik
Die Philosophie der Mathematik ist ein Bereich der theoretischen Philosophie, der anstrebt, Voraussetzungen, Gegenstand, Methode und Natur der Mathematik zu verstehen und zu erklären.

## Ausgangspunkt
Systematisch grundlegend sind dabei Fragen nach
1. der Seinsweise der mathematischen Objekte: Existieren diese „wirklich“ und unabhängig von einer konkreten Verwendung, und wenn ja, in welchem Sinne? Was heißt es überhaupt, sich auf ein mathematisches Objekt zu beziehen? Welchen Charakter haben mathematische Sätze? Welche Beziehungen bestehen zwischen Logik und Mathematik? – Hierbei handelt es sich um ontologische Fragen.
2. dem Ursprung des mathematischen Wissens: Was ist Quelle und Wesen der mathematischen Wahrheit? Welches sind die Bedingungen der mathematischen Wissenschaft? Welches sind grundsätzlich ihre Forschungsmethoden? Welche Rolle spielt dabei die Natur des Menschen? – Dies sind epistemologische Fragen.
3. dem Verhältnis von Mathematik und Realität: Welche Beziehung besteht zwischen der abstrakten Welt der Mathematik und dem materiellen Universum? Ist Mathematik in der Erfahrung verankert, und wenn ja, wie? Wie kommt es, dass Mathematik „auf die Gegenstände der Wirklichkeit so vortrefflich passt“ (Albert Einstein)? In welcher Weise erlangen Konzepte wie Zahl, Punkt, Unendlichkeit ihre über den innermathematischen Bereich hinausreichende Bedeutung?

Ausgangspunkt ist fast durchgehend die Auffassung, dass mathematische Sätze apodiktisch gewiss, zeitlos und exakt sind und ihre Richtigkeit weder von empirischen Ergebnissen noch von persönlichen Ansichten abhängt. Aufgabe ist es, sowohl die Bedingungen der Möglichkeit solcher Erkenntnis zu ermitteln als auch diesen Ausgangspunkt zu hinterfragen.

## Realismus, Platonismus, Materialismus
Eine unter Mathematikern verbreitete Position ist der Realismus, vertreten u. a. durch Kurt Gödel und Paul Erdős. Mathematische Gegenstände (Zahlen, geometrische Figuren, Strukturen) und Gesetze sind keine Konzepte, die im Kopf des Mathematikers entstehen, sondern es wird ihnen eine vom menschlichen Denken unabhängige Existenz zugesprochen, wie Friedrich Engels im Anti-Dühring betont. Mathematik wird folglich nicht erfunden, sondern entdeckt. Durch diese Auffassung wird dem objektiven, also interpersonellen Charakter der Mathematik entsprochen. Dieser ontologische Realismus ist materialistische Philosophie.
Die klassische Form des Realismus ist der Platonismus, dem zufolge die mathematischen Gegenstände und Sätze losgelöst von der materiellen Welt und unabhängig von Raum und Zeit existieren, zusammen mit den anderen Ideen wie dem „Guten“, dem „Schönen“ oder dem „Göttlichen“. Das Hauptproblem des Platonismus in der Philosophie der Mathematik ist die Frage, auf welche Weise wir als begrenzte Wesen die mathematischen Objekte und Wahrheiten erkennen können, wenn sie in diesem „Ideenhimmel“ beheimatet sind. Arthur Schopenhauer vertrat unter Bezug auf Gottfried Wilhelm Leibniz, Platon und Pythagoras die Auffassung, die Musik bilde mit ihrem auf Zahlen gründendem Wesen „den innersten aller Gestaltung vorhergängigen Kern, oder das Herz der Dinge […]. Dies Verhältniß ließe sich recht gut in der Sprache der Scholastiker ausdrücken, indem man sagte: die Begriffe sind die universalia post rem, die Musik aber giebt die universalia ante rem, und die Wirklichkeit die universalia in re.“
Laut Gödel leistet dies eine mathematische Intuition, die, ähnlich einem Sinnesorgan, uns Menschen Teile dieser anderen Welt wahrnehmen lässt. Derartige rationale Intuitionen werden auch von den meisten Klassikern des Rationalismus und in jüngeren Debatten um Rechtfertigung oder Wissen a priori u. a. von Laurence Bonjour verteidigt.
Aristoteles behandelt seine Philosophie der Mathematik in den Büchern XIII und XIV der Metaphysik. Er kritisiert hier und vielerorts den Platonismus.

## Logizismus
Der Logizismus wurde unter anderem von Gottlob Frege, Bertrand Russell und Rudolf Carnap begründet. Er verfolgte ein Programm, die Mathematik vollständig auf die formale Logik zurückführen und folglich auch als einen Teil der Logik zu verstehen. Logizisten vertreten die Ansicht, dass mathematische Erkenntnis a priori gültig ist. Mathematische Konzepte sind abgeleitet von oder konstruiert aus logischen Konzepten, mathematische Sätze folgen direkt aus den Axiomen der reinen Logik.
Gottlob Frege, der als einer der großen Denker des 20. Jahrhunderts gilt, führte in seinen Grundgesetzen der Arithmetik das Gesetzesgebäude des Zahlenrechnens auf logische Prinzipien zurück. Freges Konstruktion erwies sich aber noch vor seiner vollständigen Veröffentlichung als brüchig, nachdem Russell mit seiner berühmten Antinomie zeigte, dass Widersprüche in Freges mathematischen Arbeiten herleitbar sind. Russell teilte dies Frege in einem Brief mit, worauf dieser in eine tiefe persönliche Krise geriet. Später konnten mit komplizierteren Axiomensystemen die Widersprüche vermieden werden, so dass die Mengenlehre und insbesondere die Theorie der natürlichen Zahlen ohne die vorherigen Widersprüche begründet werden konnte. Diese Axiome ließen sich aber nicht im Sinne von Freges Grundgesetzen rein logisch begründen.
Kritisiert wird  am Logizismus vor allem, dass er die Grundprobleme der Mathematik nicht löst, sondern lediglich auf Grundlagenprobleme der Logik schiebt und somit keine befriedigenden Antworten gibt.

## Formalismus, Deduktivismus
Der Formalismus versteht die Mathematik ähnlich einem Spiel, das auf einem gewissen Regelwerk beruht, mit dem Zeichenketten (engl. strings) manipuliert werden. Zum Beispiel wird im Spiel „Euklidische Geometrie“ der Satz des Pythagoras gewonnen, indem gewisse Zeichenfolgen (die Axiome) mit gewissen Regeln (denen des logischen Schlussfolgerns) wie Bausteine zusammengefügt werden. Mathematische Aussagen verlieren damit den Charakter von Wahrheiten (etwa über geometrische Figuren oder Zahlen), sie sind letztlich gar keine Aussagen mehr „über irgendetwas“.
Als Deduktivismus wird oft eine Variante des Formalismus bezeichnet, in der z. B. der Satz des Pythagoras keine absolute Wahrheit mehr darstellt, sondern nur eine relative: Wenn man den Zeichenfolgen in einer Weise Bedeutungen zuweist, so dass die Axiome und die Schlussregeln wahr sind, dann muss man die Folgerungen, z. B. den Satz des Pythagoras, als wahr ansehen. So gesehen muss der Formalismus kein bedeutungsloses symbolisches Spiel bleiben. Der Mathematiker darf vielmehr hoffen, dass es eine Interpretation der Zeichenfolgen gibt, die ihm z. B. die Physik oder andere Naturwissenschaften vorgeben, so dass die Regeln zu wahren Aussagen führen. Ein deduktivistischer Mathematiker kann sich also sowohl von der Verantwortung für die Interpretationen als auch von den ontologischen Schwierigkeiten der Philosophen freihalten.
David Hilbert strebte einen konsistenten axiomatischen Aufbau der gesamten Mathematik an, wobei er wiederum die Arithmetik der natürlichen Zahlen als Ausgangspunkt wählte in der Annahme, damit ein vollständiges und widerspruchsfreies System zu besitzen. Dieser Auffassung hat kurze Zeit später Kurt Gödel mit seinem Unvollständigkeitssatz den Boden entzogen. Damit ist für jedes Axiomensystem, das die Arithmetik der natürlichen Zahlen umfasst, bewiesen, dass es entweder unvollständig, nicht durch einen Computer aufzählbar oder in sich widersprüchlich ist.

## Strukturalismus
Der Strukturalismus betrachtet die Mathematik in erster Linie als eine Wissenschaft, die sich mit allgemeinen Strukturen beschäftigt, d. h. mit den Relationen von Elementen innerhalb eines Systems. Um dies zu illustrieren, kann man als Beispielsystem etwa die Verwaltung eines Sportvereins betrachten. Die verschiedenen Ämter (etwa Vorstand, Kassenprüfer, Kassenwart usw.) lassen sich unterscheiden von den Personen, die diese Aufgaben übernehmen. Wenn man nur das Gerüst der Ämter betrachtet (und somit die konkreten Personen, die sie ausfüllen, weglässt), dann erhält man die allgemeine Struktur eines Vereins. Der Verein selbst mit den Personen, die die Ämter übernommen haben, exemplifiziert diese Struktur.
Ebenso exemplifiziert jedes System, dessen Elemente einen eindeutigen Nachfolger haben, die Struktur der natürlichen Zahlen; Analoges gilt für andere mathematische Objekte.
Da der Strukturalismus Objekte wie Zahlen nicht losgelöst von ihrer Gesamtheit oder Struktur betrachtet, sondern sie mehr als Plätze in einer Struktur sieht, weicht er der Frage nach der Existenz von mathematischen Objekten aus bzw. klärt sie als Kategorienfehler. So ist etwa die Zwei als natürliche Zahl nicht mehr losgelöst von der Struktur der natürlichen Zahlen zu betrachten, sondern ein Bezeichner für den zweiten Platz in der Struktur der natürlichen Zahlen, sie hat weder interne Eigenschaften noch eine eigene Struktur. Dementsprechend gibt es sowohl Varianten des Strukturalismus, die mathematische Objekte als existent annehmen, als auch solche, die ihre Existenz ablehnen.
Probleme ergeben sich bei dieser Strömung insbesondere aus der Frage nach den Eigenschaften und dem Sein der Strukturen. Ähnlich wie im Universalienstreit handelt es sich bei Strukturen offenbar um etwas, das gleichzeitig vielen Systemen zukommen kann. So wird die Struktur einer Fußballmannschaft sicher von Tausenden Mannschaften exemplifiziert. Es stellt sich also die Frage, ob und wie Strukturen existieren, ob sie etwa unabhängig von Systemen existieren. Andere offene Fragen betreffen den Zugang zu Strukturen, z. B.: Wie können wir etwas über Strukturen lernen?
Aktuelle Vertreter des Strukturalismus sind Stewart Shapiro, Michael Resnik und Geoffrey Hellman.

## Andere Theorien
Der von Luitzen Brouwer begründete Intuitionismus verneint die Existenz mathematischer Begriffe außerhalb des menschlichen Geistes, verwendet deshalb konstruktive Beweise und nicht solche, die Existenzaussagen ohne Angabe einer Konstruktion machen, weshalb in der verwendeten intuitionistischen formalen Logik der Satz vom ausgeschlossenen Dritten nicht verwendet wird. Eine Verallgemeinerung des Intuitionismus ist der Konstruktivismus.
Der Konventionalismus wurde von Henri Poincaré entwickelt und teilweise von logischen Empiristen (Rudolf Carnap, Alfred Jules Ayer, Carl Hempel) weiterentwickelt.
Von der Perspektive des Mathematikers ausgehend und zugleich auf die Erkenntniskritik Immanuel Kants zurückgreifend, ergibt sich die Frage nach der kategorialen Verfassung des Menschen, aus welcher sich die mathematischen Disziplinen ableiten lassen (vgl. Ernst Kleinert).
Auch in populärwissenschaftlicher Literatur werden Fragen der Philosophie der Mathematik vorgestellt. So wird u. a. von John D. Barrow und Roger Penrose diskutiert, wieso die Mathematik überhaupt nützlich ist und warum sie so gut auf die Welt passt.